# 233e rue est

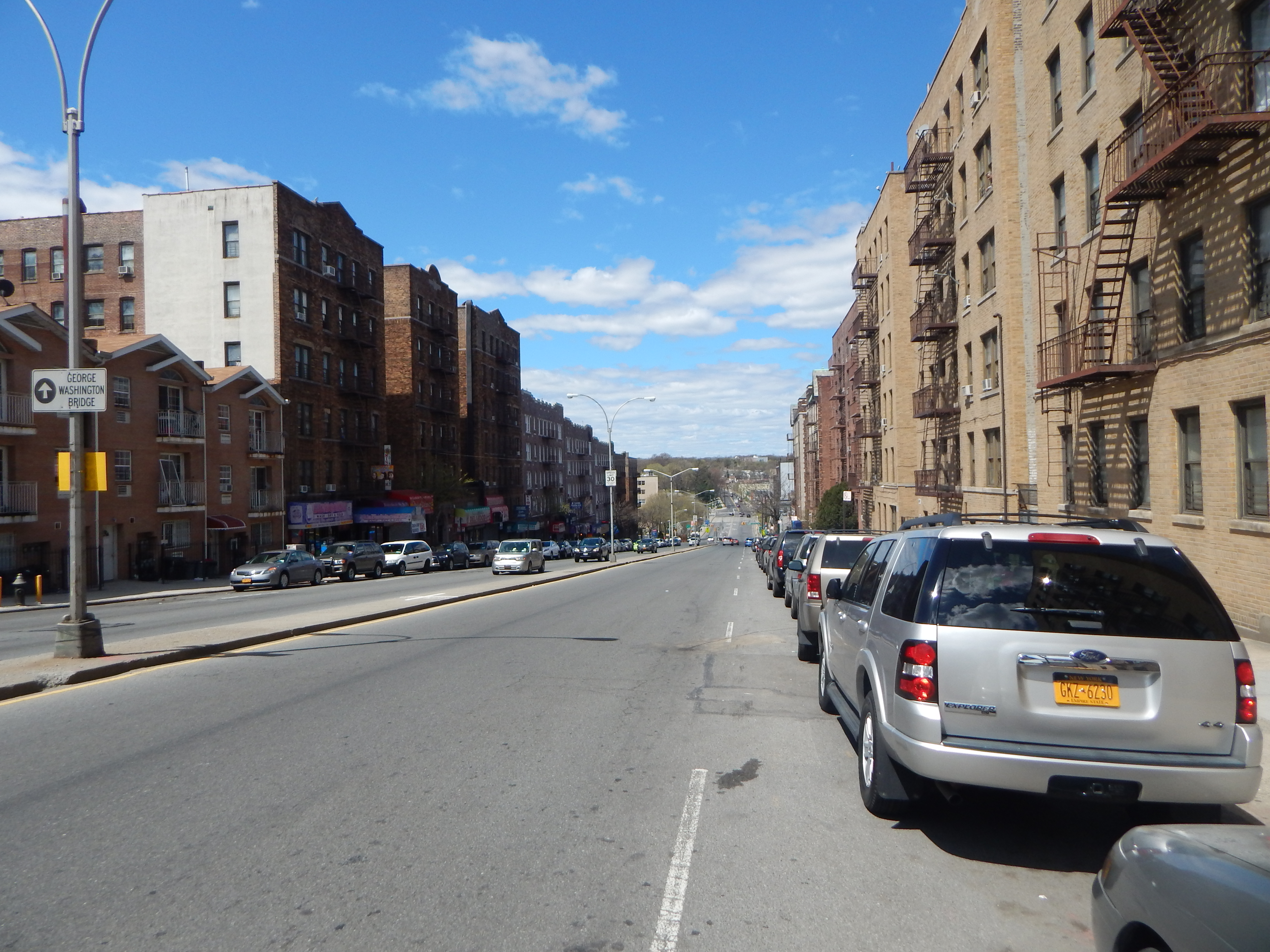
La est à Woodlawn en direction de l'ouest.

La 233e rue est (en anglais : East 233rd Street) est une artère urbaine de l'arrondissement du Bronx, à New York. 

## Situation et accès
D'une longueur de 4,8 kilomètres, elle s'étend de la U.S. Route 1 (Boston Road), dans le quartier d'Eastchester (en), jusqu'à la Major Deegan Expressway (en) (I-87), qui passe près du Van Cortlandt Park dans le quartier de Woodlawn (en). À son extrémité est, au croisement avec Boston Road, la 233e rue est prend le nom de Pinkley Avenue. La 233e rue est reliée à la Bronx River Parkway (en) par un échangeur. La rue comporte deux stations de métro : celle d'Eastchester – Dyre Avenue (en), desservie par la ligne 5, et celle de 233rd Street (en), desservie par les lignes 2 et 5.
La 233e rue est démarre au croisement avec Jerome Avenue et avec l'extrémité sud la Interstate 87, la Major Deegan Expressway (en). La rue borde le cimetière de Woodlawn par le nord jusqu'à l'intersection avec Webster Avenue, où s'arrête le train de la Harlem Line à la station de Woodlawn (en). Webster Avenue dispose également d'un accès à la portion sud de la Bronx River Parkway ; depuis la Parkway, cette sortie est signalée par un panneau « 233e rue est ». L'accès à la portion nord de la Parkway se fait depuis Bronx Boulevard. Un peu plus à l'est, à l'intersection avec Carpenter Avenue, la rue longe le Our Lady of Mercy Medical Center par le nord.
Au niveau de l'échangeur avec White Plains Road (en), la 233e rue est passe près d'une station de métro (en) desservie par les lignes 2 et 5. Ensuite, dans le quartier d'Edenwald, la rue croise Baychester Avenue (l'ancienne Route 164 (en)) au coin nord-ouest du Seton Falls Park. Dans le quartier d'Eastchester, la route longe la deuxième station de métro (en), qui accueille les rames de la ligne 5. En continuant vers l'est, la rue croise Provost Avenue, occupée par la Route 22 (en). La 233e rue est passe ensuite de quatre à deux voies, et s'achève sur un échangeur partiel avec Boston Road, qui suit la U.S. Route 1 (en). Cependant, l'accès à cette route n'est possible que par les voies de service sud. De là, la route se poursuit vers le sud sur deux îlots d'habitations sous le nom de Pinkley Avenue.

### Transports

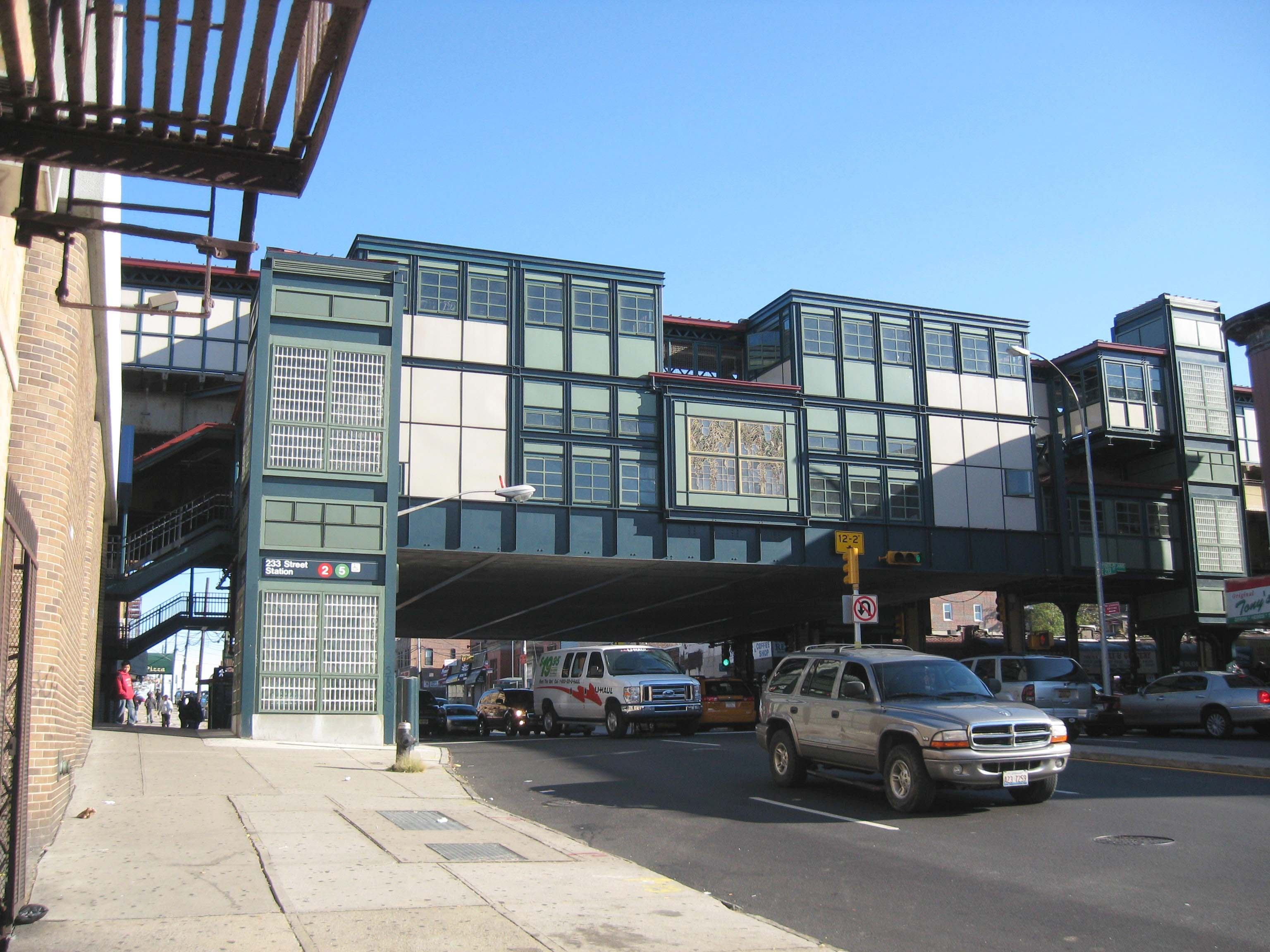
La station 233rd Street, desservie par la IRT White Plains Road Line.

La 233e rue est comprend deux stations du métro de New York. La première, celle de 233rd Street (en), est située à l'intersection avec White Plains Road. Elle est desservie par les lignes 2 et 5 et est reliée au Metro-North à l'intersection avec Webster Avenue. La deuxième, celle d'Eastchester – Dyre Avenue (en), se trouve à l'intersection avec Dyre Avenue, dans le quartier d'Eastchester. Elle accueille les rames de la ligne 5 et constitue le terminus de la IRT Dyre Avenue Line.
La 233e rue est desservie par les bus des lignes Bx16, Bx31 et Bx34 gérées par la Metropolitan Transportation Authority (MTA).

### Principales intersections
L'intégralité de la 233e rue est se trouve dans l'arrondissement du Bronx.
| Quartier         | Kilomètre | Intersection avec                                                      | Notes                                                                                      |
| ---------------- | --------- | ---------------------------------------------------------------------- | ------------------------------------------------------------------------------------------ |
| Woodlawn (en)    | 0,0       | I-87 / Jerome Avenue — Manhattan, Queens, Albany                       | Extrémité est ; sortie 13 (I-87)                                                           |
| Woodlawn (en)    | 1,3       | Webster Avenue vers la Bronx River Parkway (sud) — Soundview Park (en) | Sortie 10 (Bronx River Parkway)                                                            |
| Wakefield (en)   | 1,4       | Bronx Boulevard vers la Bronx River Parkway (nord) — White Plains      | Sortie 10 (Bronx River Parkway)                                                            |
| Edenwald (en)    | 3,2       | Baychester Avenue                                                      | Ancien itinéraire de la Route 164 (en)                                                     |
| Eastchester (en) | 4,5       | Route 22 (en) (Provost Avenue)                                         |                                                                                            |
| Eastchester (en) | 4,8       | U.S. Route 1 (en) (Boston Road)                                        | Extrémité est ; l'accès à la U.S. Route 1 ne peut s'effectuer que par des voies de service |

## Origine du nom
New York a adopté un plan en grille au 19e siècle, où les rues sont numérotées pour faciliter l’orientation. Les rues est-ouest sont généralement numérotées (comme la 233e rue), tandis que les avenues nord-sud portent souvent des noms.
La 233e rue est située au sud du Bronx, et son numéro reflète sa position relative par rapport à d'autres rues parallèles. Plus le numéro est élevé, plus la rue est située au nord (dans Manhattan, par exemple, la 125e rue est plus au sud que la 233e).

## Historique
Par le passé, la 233e rue est a fait partie de la Route 22 (en), qui se poursuivait alors jusqu'à Manhattan,. La rue faisait également partie du réseau de voiries sélectionné pour le projet de City Line Expressway.